# José Pedro Varela (Uruguai)
|  | Per al sociòleg uruguaià del mateix nom, vegeu José Pedro Varela |

José Pedro Varela és una localitat de l'Uruguai, ubicada al nord del departament de Lavalleja, a 136 km de Minas, capital departamental; i a 256 km de Montevideo, capital nacional. Aquesta localitat es troba sobre les costes del rierol Corrales, un dels límits naturals amb el departament de Treinta y Tres.
La ciutat rep el seu nom del mestre José Pedro Varela, reformador de l'educació primària uruguaiana durant el segle xix.
S'ubica a 59 metres sobre el nivell del mar.
| 1963  | 1975  | 1985  | 1996  | 2004  |
| ----- | ----- | ----- | ----- | ----- |
| 2.996 | 3.543 | 4.077 | 4.983 | 5.332 |